# 明媚島
明媚島（日语：イスラボニータ）是日本純種競賽馬匹。生涯活躍於一哩至中距離賽事，曾勝出2014年之皋月賞。

## 出賽前
2011年5月21日出生於北海道浦河町白老牧場，成長途中於一口馬主俱樂部Shadai Race Horse Co. Ltd.進行馬主募集。
其後交由美浦訓練中心練馬師栗田博憲訓練。

## 競賽生涯

### 2歲
2013年6月2日出戰東京競馬場2歲新馬戰，比賽初段因漏閘而於後方追走，通過最終彎道後逐步衝出並不斷加速，最終以1 1/4馬位取得首勝。
其後出戰新潟兩歲錦標，比賽初段再次漏閘需要留後，比賽途中保持節奏之下於約莫第十三的位置推進。進入直路後，其隨即開始加速衝刺並超越前方馬匹，但此時於大外檔的織女星爆發出更凌厲的末腳，最終其被對手追上，其後更被拉開3馬位差距落敗得第二。
10月19日出戰公開賽銀杏錦標，順利出閘之下於中團靠前位置追走，進入直路後輕鬆超越Win Phoenix、明淨之都及名貴跑車取得冠軍。
11月16日出戰東京體育盃兩歲錦標，比賽途中運用先行戰術保持自身於第三名的位置。進入直路後不斷穿插並於最後300米衝出，隨後和一同處於前方的Pray and Real展開爭奪，最終於明媚島率先透出之下以頸位優勢奪得首個分級賽冠軍，亦以1分45.9秒的時間打破紀錄。

### 3歲
2014年以共同通信盃作爲年度首戰，比賽初段因絕佳的出閘而順利進佔有利位置。比賽途中其一直保持於良好的節奏，進入直路後開始加速迫近前方的神燈光照，並於最後200米超越對手取得領先。而此時由內檔衝刺的貝爾峽谷開始突擊而至，但明媚島成功抵擋壓力保持速度，最終拋離對手1 1/4馬位取得勝利。
其後於未出戰任何前哨戰的情況下直走皋月賞，僅次於彌生賞冠軍邁向世界獲得第二人氣。比賽開始後，其處於中團位置展開推進，通過第四彎道時開始跟上馬群的步伐發力。進入直路後，其隨即加速迫近前方的賽駒，於最後200米超越Win Full Bloom及天下唯一取得領先，其後繼續保持速度下成功抵擋後方邁向世界的追擊，最終以1 1/4馬位奪冠，爲騎師蛯名正義帶來首個皋月賞優勝之餘，亦爲練馬師栗田博憲取得首個經典賽頭銜。
短暫放草過後隨即東京優駿（日本打吡），以劍指二冠的姿態奪得第一人氣。比賽開始後。前方由賽前揚言快放的站前良馬帶出，明媚島則保持節奏於先頭位置跟隨對手推進。通過第四彎道時，因前方領放的站前良馬比賽中止，因而其處於領先的位置並率先於直路入口衝出。進入直路後，其嘗試加速保持領先的優勢，然而於中段被天下唯一超越。其後明媚島嘗試開啟二段加速反超對手，但最終於終點線前失速未能成功，以3/4馬位差距落敗得第二。
9月21日出戰暌違12年再度移師至新潟競馬場舉行的聖烈特紀念，賽前以壓倒性的1.4倍獨贏賠率獲得第一人氣。比賽開始後，其於第六左右的位置展開追走，通過第四彎道時候開始發力並衝出，最終成功於最後150米超越前方的邁向世界，拉開1 1/4馬位再次取得分級賽冠軍。
其後於陣營商討後改變計劃出戰秋季天皇賞，由於主戰騎師蛯名選擇策騎另一匹由其主戰的賽駒超常駿驥，因而由李慕華代打策騎。比賽開始後，雖然其處於第15檔較外檔位置，但於開閘後仍然積極搶佔位置並進佔先頭與貴婦人平排。通過第四彎道時候其由馬群中央穿出以確保進路，進入直路後隨即加速並超越領放的機伶獵駒及東瀛佐敦取得領先。然而於直路中段，處於較後位置的史匹堡及貴婦人以凌厲的姿態衝出追過明媚島，以其則於終點前失速失去反超的機會，最終以第三落敗。
11月30日出戰日本盃，比賽初段於中團位置推進，通過第三彎道後開始發力爬升至第五的位置，然而於進入直路後開始乏力失速，最終以第九大敗。
年末，由於其年間的優勢表現及勝出皋月賞，於評選中以170票當選最佳3歲雄馬。

### 4歲
2015年首戰爲中山紀念，比賽途中一直保持於良好位置，但進入直路後受到天雨及好至黏地的影響，於最後100米時力盡失速，最終以第五完賽。
完成中山紀念後其以產經大阪盃及安田紀念作爲春季的最大目標，然而於3月27日左前腳球節出現發現症狀，於X光檢查後確定有腫脹的問題，因而進入休養並避戰所有春季的賽事。
10月11日於每日王冠復出，由於此爲其時隔7個月的比賽，因而賽前僅獲第七人氣。比賽開始後，其無視領頭慢放的榮進之光於中團位置展開推進，並於第三彎道附近開始逐步發力進佔先頭位置。進入直路後，其隨即加速衝刺追擊前方的榮進之光，然而於最後50米處因體力不支失速，被後方的解密精英超越下以第三完賽。
其後出戰秋季天皇賞，由於處於第16檔外檔位置，因而於比賽初段選擇於後方位置追走。進入直路後其不斷由馬群中央窺探衝出的道路，最終選擇由外檔位置加速並緊迫前方的朗日清天及善得福，然而於衝刺力稍遜於對手之下並未能超越兩駒，最終僅以保持速度的姿態抵擋後方湘南魔瓶的來襲保住一席季軍。
天皇賞後陣營經過討論，決定安排其出戰一哩冠軍賽，爲其自新潟兩歲錦標以來再度出戰一哩賽事。比賽開始後，其因漏閘而只能於中團靠後位置追走，並於比賽途中逐步爬升。進入直路後，其嘗試於內欄位置展開衝刺，但未能對外檔的滿樂時及中間的引以為榮造成威脅，最終再度以第三完賽。

### 5歲
2016年年初出戰中山紀念、產經大阪盃及安田紀念，但最終均未能跑出亮眼的戰績，分別於其中獲得第九、第五及第五。
進入秋季後出戰富士錦標，由於主戰騎師蛯名選擇策騎野田金駒，因而再度由李慕華代打策騎。比賽初段保持節奏於內欄位置推進，進入直路後亦繼續於內欄加速，但受到58公斤較重負磅的影響下於最後關頭力盡，最終以3/4馬位差距敗於年輕力壯。
11月20日出戰一哩冠軍賽，僅落後神燈光照獲得第二人氣。比賽開始後，其處於先頭位置逐步向前推進，進入直路後成功進佔有利位置進行衝刺。直路中段其迫近前方率先衝出的覓奇島及新寫實派，雖然最終超越新寫實派，但仍然以頭位差距憾負於覓奇島獲得第二。
12月24日出戰阪神盃，比賽初段一直保持於第二的位置追趕領放的覓奇島，進入直路後超越對手並取得領先，其後一直帶領馬群於直路上前進。然而最後100米時，後方的第七人氣伏兵逃學修治突然爆發末腳衝出，明媚島無法抵擋對手的來襲之下以頸位落敗。

### 6歲
2017年以讀賣盃作爲年度首戰，由於陣營希望打破連亞的局面，因而安排其早早進入馬房訓練以盡量調整狀態。比賽開始後，其於順利出閘的局面下在中團位置展開推進，進入對面直路後積極向前進佔位置。進入直路後，其隨即於馬群旁進行加速，一瞬間便超越處於前方的玄晶石及年輕力壯，並於直路後半繼續保持速度抵擋天域龍馬的追擊，最終以1/2馬位優勢奪得暌違2年7個月的冠軍。
6月4日出戰安田紀念，由於其成功取得前哨戰讀賣盃的優勝，以及其騎師李慕華有望達成連續4星期取得一級賽優勝的歷史性壯舉[a]，因而於賽前獲得第一人氣。然而進入直路後，其因被其他馬匹包圍阻擋而一直未能找到位置衝出，最終沉沒之下以第八完賽。
進入秋季後出戰富士錦標，比賽初段採用先行戰術追擊前方的天域龍馬，進入直路後加速繼續以對手爲目標實行追擊，然而兩駒一直保持均速之下明媚島最終以第二落敗。
11月19日出自一哩冠軍賽，比賽途中一直處於後方位置等待時機，並於進入直路時追上先頭的馬匹。然而於直路上因和其他馬匹接觸而失去節奏，最終於奮力追趕之下僅跑獲一席入板的第五。
其後陣營確定以阪神盃作爲退役戰，僅次於目前四連勝的魔族雅谷取得第二人氣。比賽開始後其處於中團內欄位置，並以穩定的節奏保持自身的位置。進入直路後，雖然前方的舞蹈總監仍然保持優勢，但此時明媚島突然加速爆發衝刺，最終以頸位及破紀錄的1分19.5秒時間壓過對手取得勝利。
完成阪神盃後按照計劃退役，並於12月26日取消於日本中央競馬會的賽駒註冊。

### 詳細賽績
| 日期       | 舉辦國家 | 馬場 | 距離   | 級別 | 賽事名稱         | 負重 | 騎師     | 馬號 | 出馬 | 名次 | 時間   | 頭馬（二馬）      |
| ---------- | -------- | ---- | ------ | ---- | ---------------- | ---- | -------- | ---- | ---- | ---- | ------ | ----------------- |
| 2/6/2013   | 日本     | 東京 | 草1600 |      | 2歲新馬          | 54   | 蛯名正義 | 11   | 12   | 1    | 1:37.6 | （Pearly Shell）  |
| 25/8/2013  | 日本     | 新潟 | 草1600 | GIII | 新潟兩歲錦標     | 54   | 蛯名正義 | 3    | 18   | 2    | 1:35.0 | 織女星            |
| 19/10/2013 | 日本     | 東京 | 草1800 | OP   | 銀杏錦標         | 56   | 蛯名正義 | 2    | 12   | 1    | 1:49.6 | （Win Phoenix）   |
| 16/11/2013 | 日本     | 東京 | 草1800 | GIII | 東京體育兩歲錦標 | 55   | 蛯名正義 | 1    | 15   | 1    | 1:45.9 | （Pray and Real） |
| 24/2/2014  | 日本     | 東京 | 草1800 | GIII | 共同通信盃       | 57   | 蛯名正義 | 7    | 14   | 1    | 1:48.1 | （貝爾峽谷）      |
| 20/4/2014  | 日本     | 中山 | 草2000 | GI   | 皋月賞           | 57   | 蛯名正義 | 2    | 18   | 1    | 1:59.6 | （邁向世界）      |
| 1/6/2014   | 日本     | 東京 | 草2400 | GI   | 東京優駿         | 57   | 蛯名正義 | 13   | 17   | 2    | 2:24.7 | 天下唯一          |
| 21/9/2014  | 日本     | 新潟 | 草2200 | GII  | 聖烈特紀念       | 56   | 蛯名正義 | 5    | 18   | 1    | 2:11.7 | （邁向世界）      |
| 2/11/2014  | 日本     | 東京 | 草2000 | GI   | 秋季天皇賞       | 57   | 李慕華   | 15   | 18   | 3    | 1:59.8 | 史匹堡            |
| 30/11/2014 | 日本     | 東京 | 草2400 | GI   | 日本盃           | 55   | 蛯名正義 | 9    | 18   | 9    | 2:24.4 | 神威啟示          |
| 1/3/2015   | 日本     | 中山 | 草1800 | GII  | 中山紀念         | 57   | 蛯名正義 | 10   | 11   | 5    | 1:50.7 | 新紀錄            |
| 11/10/2015 | 日本     | 東京 | 草1800 | GII  | 每日王冠         | 57   | 蛯名正義 | 6    | 13   | 3    | 1:45.8 | 榮進之光          |
| 1/11/2015  | 日本     | 東京 | 草2000 | GI   | 秋季天皇賞       | 58   | 蛯名正義 | 16   | 18   | 3    | 1:58.6 | 朗日清天          |
| 22/11/2015 | 日本     | 京都 | 草1600 | GI   | 一哩冠軍賽       | 57   | 蛯名正義 | 5    | 18   | 3    | 1:33.0 | 滿樂時            |
| 28/2/2016  | 日本     | 中山 | 草1800 | GII  | 中山紀念         | 57   | 蛯名正義 | 6    | 11   | 9    | 1:46.9 | 大鳴大放          |
| 3/4/2016   | 日本     | 阪神 | 草2000 | GII  | 產經大阪盃       | 57   | 蛯名正義 | 4    | 11   | 5    | 1:59.9 | 鴻鵠大志          |
| 5/6/2016   | 日本     | 東京 | 草1600 | GI   | 安田紀念         | 58   | 蛯名正義 | 9    | 12   | 5    | 1:33.3 | 標誌名駒          |
| 22/10/2016 | 日本     | 東京 | 草1600 | GIII | 富士錦標         | 58   | 李慕華   | 4    | 11   | 2    | 1:34.1 | 年輕力壯          |
| 20/11/2016 | 日本     | 京都 | 草1600 | GI   | 一哩冠軍賽       | 57   | 李慕華   | 8    | 18   | 2    | 1:33.1 | 覓奇島            |
| 24/12/2016 | 日本     | 阪神 | 草1400 | GII  | 阪神盃           | 57   | 李慕華   | 6    | 15   | 2    | 1:21.9 | 逃學修治          |
| 23/4/2017  | 日本     | 阪神 | 草1600 | GII  | 讀賣盃           | 57   | 李慕華   | 11   | 11   | 1    | 1:32.2 | （天域龍馬）      |
| 4/6/2017   | 日本     | 東京 | 草1600 | GI   | 安田紀念         | 58   | 李慕華   | 15   | 18   | 8    | 1:31.9 | 神燈光照          |
| 21/10/2017 | 日本     | 東京 | 草1600 | GIII | 富士錦標         | 58   | 李慕華   | 15   | 15   | 2    | 1:35.1 | 天域龍馬          |
| 19/11/2017 | 日本     | 京都 | 草1600 | GI   | 一哩冠軍賽       | 57   | 李慕華   | 12   | 18   | 5    | 1:34.1 | 波斯劍客          |
| 23/12/2017 | 日本     | 阪神 | 草1400 | GII  | 阪神盃           | 57   | 李慕華   | 2    | 18   | 1    | 1:19.5 | （舞蹈總監）      |

a 李慕華於5月14日之維多利亞一哩賽、5月21日之優駿牝馬（日本橡樹大賽）及5月28日之東京優駿分別策騎領銜女角、觸動心弦及金之霸取得冠軍

## 退役後
退役後，明媚島成爲了配種馬，於北海道安平町社台Stallion Station休養，在2018年進行配種。首批子嗣於2019年出生。首批子嗣可於2021年出賽，7月4日經已賽駒於中央的新馬戰取勝。2022年3月19日，紫爍爍在獵鷹錦標取勝，成爲首批勝出分級賽的子嗣。

### 主要子嗣

#### 分級賽優勝子嗣
2019年生
- 紫爍爍（獵鷹錦標）
- Tudo de Bom（關屋紀念）
- Yamanin Salvum（中日新聞盃、新潟大賞典）
- 美岸景色（福島牝馬錦標）

2021年生
- Yamanin al Rihla（北九州紀念）

2022年生
- 秘密探員（京成盃）

## 血統簡介
父系富士奇蹟爲日本賽駒，生涯出戰四場賽事全勝，包含一級賽朝日盃三歲錦標，曾被看好可以達成無敗三冠的偉業，但於彌生賞後因傷退役，因而被稱爲「幻之三冠馬」。祖父週日寧靜爲美國三冠賽雙軍馬，退役後在日本配種，其子嗣贏得巨額獎金，連續12年成為日本冠軍種馬。
母系Isla Cozzene爲美國賽駒，生涯戰績不俗，曾勝出表列賽荷塘橡樹大賽。外祖父高善爲美國賽駒，生涯戰績優秀，曾勝出一級賽育馬者盃一哩大賽。

### 血統表
| 父線：週日寧靜系（Halo系）           |                             |                   |                  |
| 種馬 富士奇蹟 1992年（棕色）         | 週日寧靜 1996年（棕色）     | Halo              | Hail to Reason   |
| 種馬 富士奇蹟 1992年（棕色）         | 週日寧靜 1996年（棕色）     | Halo              | Cosmah           |
| 種馬 富士奇蹟 1992年（棕色）         | 週日寧靜 1996年（棕色）     | Wishing Well      | Understanding    |
| 種馬 富士奇蹟 1992年（棕色）         | 週日寧靜 1996年（棕色）     | Wishing Well      | Mountain Flower  |
| 種馬 富士奇蹟 1992年（棕色）         | Millracer 1983年（棗色）    | Le Fabuleux       | Wild Risk        |
| 種馬 富士奇蹟 1992年（棕色）         | Millracer 1983年（棗色）    | Le Fabuleux       | Anguar           |
| 種馬 富士奇蹟 1992年（棕色）         | Millracer 1983年（棗色）    | Marston's Mill    | In Reality       |
| 種馬 富士奇蹟 1992年（棕色）         | Millracer 1983年（棗色）    | Marston's Mill    | Millicent        |
| 繁殖雌馬 Isla Cozzene 2002年（棗色） | 高善 1980年（灰色）         | Caro              | Fortino          |
| 繁殖雌馬 Isla Cozzene 2002年（棗色） | 高善 1980年（灰色）         | Caro              | Chambord         |
| 繁殖雌馬 Isla Cozzene 2002年（棗色） | 高善 1980年（灰色）         | Ride the Trails   | Prince John      |
| 繁殖雌馬 Isla Cozzene 2002年（棗色） | 高善 1980年（灰色）         | Ride the Trails   | Wildwook         |
| 繁殖雌馬 Isla Cozzene 2002年（棗色） | Isla Mujeres 1995年（棗色） | Crafty Prospector | 淘金者           |
| 繁殖雌馬 Isla Cozzene 2002年（棗色） | Isla Mujeres 1995年（棗色） | Crafty Prospector | Real Crafty Lady |
| 繁殖雌馬 Isla Cozzene 2002年（棗色） | Isla Mujeres 1995年（棗色） | Lido Isle         | Far North        |
| 繁殖雌馬 Isla Cozzene 2002年（棗色） | Isla Mujeres 1995年（棗色） | Lido Isle         | She is Gorgeous  |
| 雌系：St Marguerit系（號族：4-n）    |                             |                   |                  |
| 五代內近親交配：In Reality 4×5       |                             |                   |                  |

## 命名由來
名字中，Isla（イスラ）於西班牙語中是島嶼的意思，繼承自母系Isla Cozzene的名字，Bonita（ボニータ）則於西班牙語中帶有優美之意思，香港結合兩部分，翻譯為「明媚島」。

## 外部連結
- 明媚島 netkeina.com （页面存档备份，存于）
- 血統表 （页面存档备份，存于）